# Grotta dei Fantasmi
La grotta dei Fantasmi è una grotta marina sommersa che si trova nel complesso carsico di punta Giglio, pochi chilometri da Alghero. È molto importante per le sue particolarità inusuali nelle grotte marine, essendo infatti una grotta sommersa del tipo a condotta forzata per le caratteristiche erosive tipiche delle grotte di montagna per via dell'azione combinata delle dissoluzione del calcare da parte sia dell'acqua dolce che dalla pressione di questa.

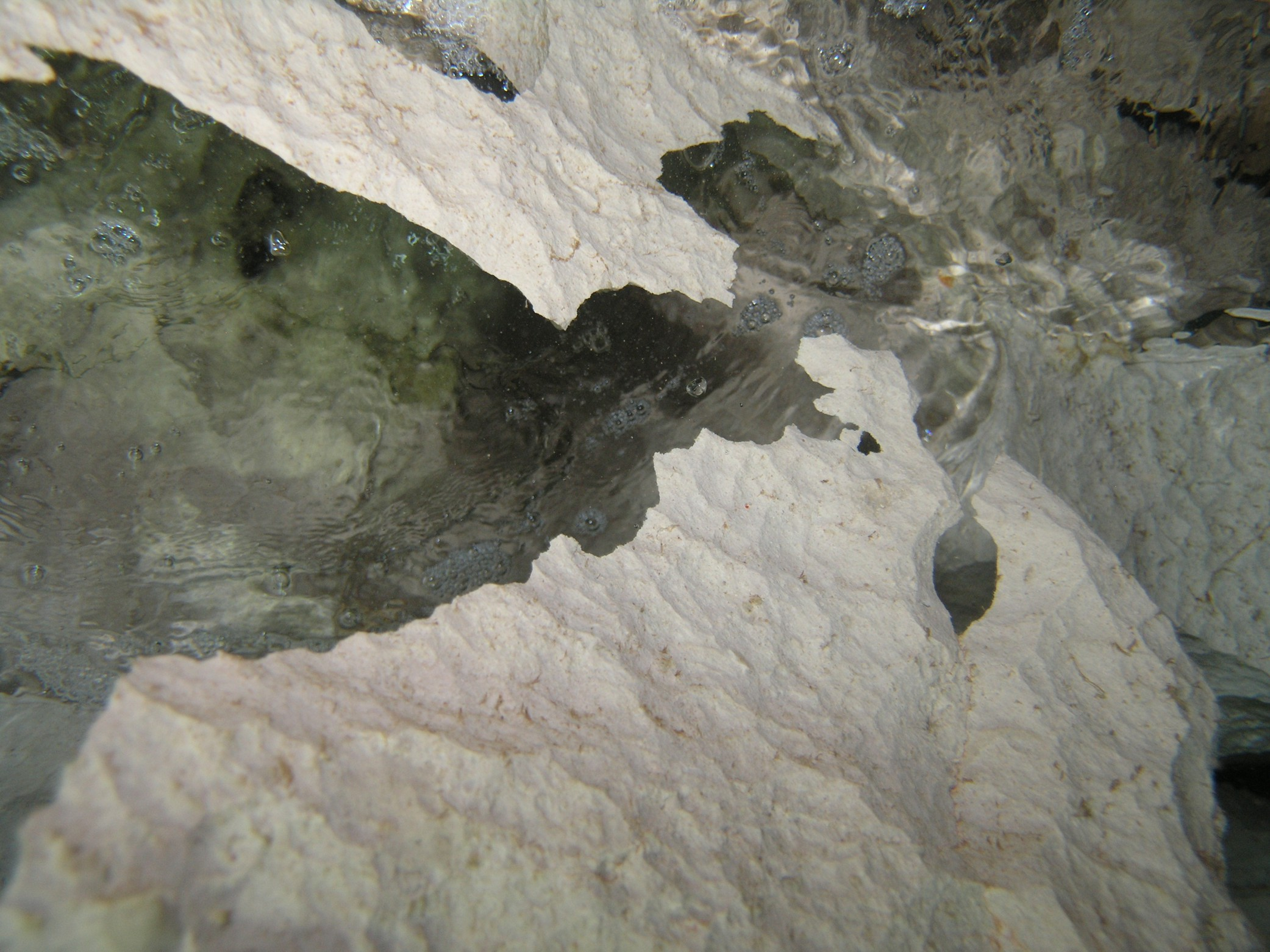
Il calcare a lama di coltello

## Ubicazione
La grotta si trova nel versante est del massiccio calcareo di punta Giglio, a nord-ovest rispetto alla città di Alghero.

## Il nome
Tale nome, assegnato dallo scopritore, prende spunto dalle caratteristiche rocce calcaree bianchissime forate in più punti, similmente alle lenzuola rappresentate dalle raffigurazioni dei fantasmi delle pubblicazioni a fumetti e nel cinema comico/horror.

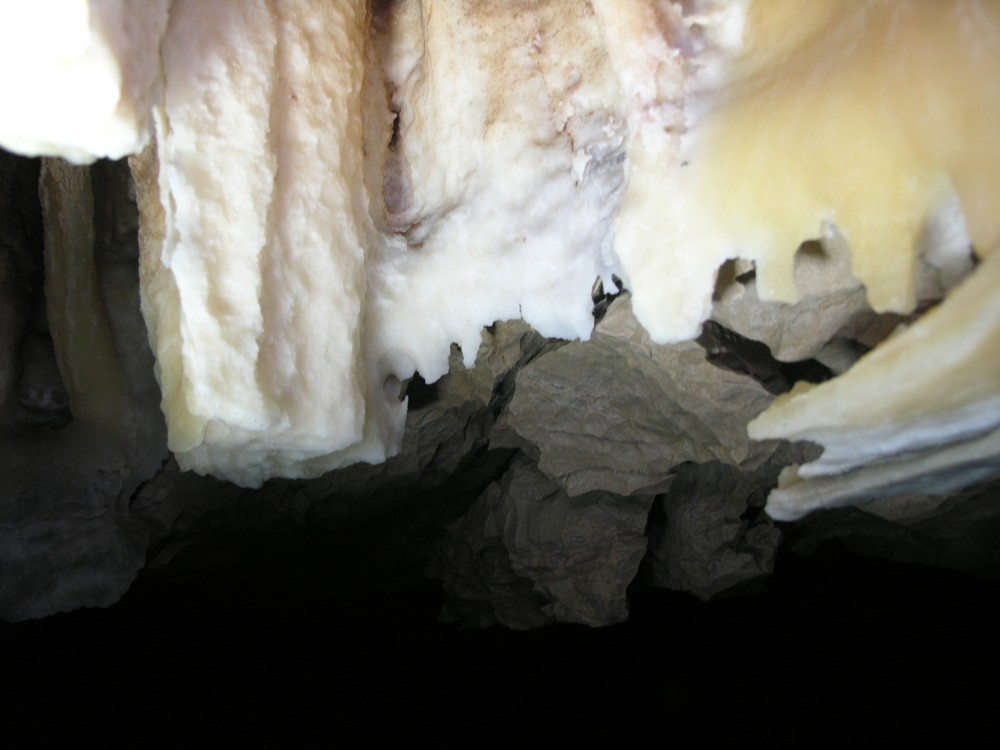
Scioglimento di calcite

## Scoperta
La scoperta, fatta durante una immersione notturna nell'estate del 1994, si deve a Marco Busdraghi, che ha effettuato poi le prime esplorazioni e rilievi, e che ne ha divulgato la conoscenza attraverso stampa e televisione. Lo stesso  Busdraghi in seguito scoprirà anche il giacimento fossile dei cervi sardi nella grotta di punta Giglio.

## Descrizione
L'articolazione della grotta ha una penetrazione massima di circa 70 metri. I diversi ambienti sono caratterizzati da un'alternanza di ampie aperture e stretti passaggi con molteplici affioramenti aerei ed un lago interno caratterizzato da alcune "cascate" di volute calcitiche molto spettacolari. Le parti sommerse sono particolarmente interessanti per le evoluzioni modificatrici succedutesi durante le varie epoche geologiche riassumibili in tre lunghissime fasi distinte: una prima fase è stata quella tipica della creazione delle grotte in ambiente aereo, con erosione/scioglimento del calcare per l'azione delle acque, una seconda, sempre in ambiente aereo, per la creazione di numerosi strati di calcite, in alcune parti sopra depositi di argilla e fango, ed innumerevoli stalattiti e stalagmiti con anche, grazie alla fusione di queste, molte colonne unite, la terza fase, più recente, è stata quella di "rierosione" della grotta delle parti sommerse, quindi distruggendo tutte le spettacolari formazioni calcitiche che sono rimaste nelle parti attualmente di superficie, sia nei laghi principali che nelle numerose nicchie ed affioramenti. 
La calcite di questa grotta è di colore bianco e semi trasparente tanto che ponendo una lampada a contatto si ottengono bellissimi giochi di luce. Nella linea di battente o bagnasciuga la calcite erosa prende la somiglianza di ghiaccio in scioglimento con acqua tiepida. La caratteristica che ne fa una delle grotte più importanti della Sardegna e di tutto il bacino del Mediterraneo in senso scientifico è quella di essere una grotta di caratteristiche dolomitiche in ambiente marino. 
Per la particolare natura delle acque la vita all'interno, a differenza di quasi tutte le altre grotte sommerse della zona, è quasi inesistente e quindi estremamente limpida, a meno che non si smuovano il sedimento o alcuni depositi di fango sparsi in varie parti della grotta.

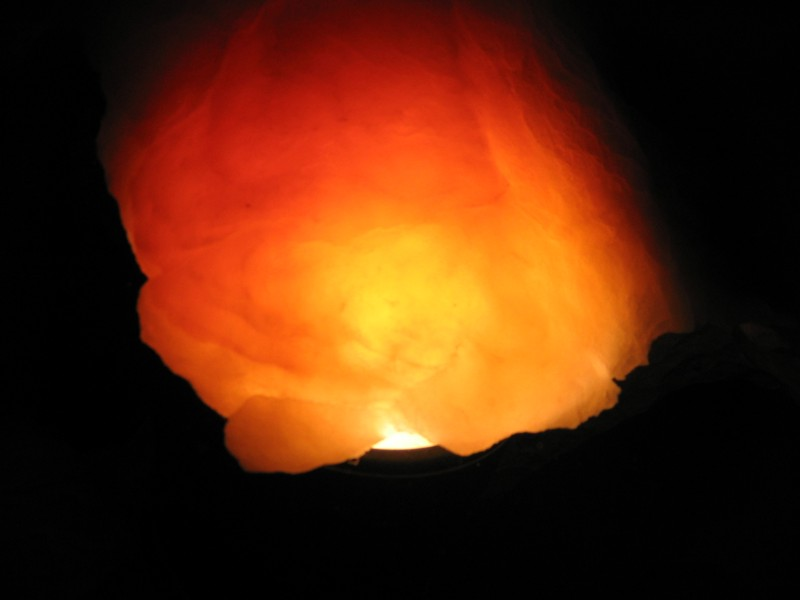
La trasparenza della calcite in una nicchia della grotta

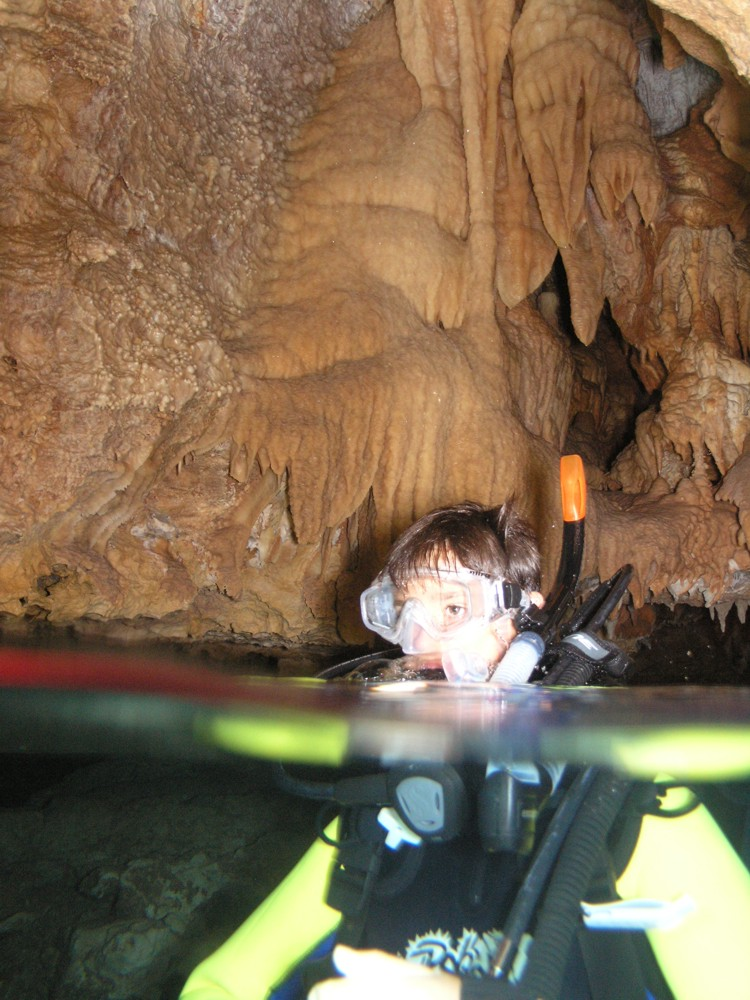
Riemersione nel lago interno